# Stemma del Montenegro
Lo stemma del Montenegro è stato adottato ufficialmente dal parlamento montenegrino il 12 luglio 2004. Come nel caso degli stemmi di Bulgaria, Georgia, Russia e Serbia, sono stati recuperati simboli araldici monarchici del Regno del Montenegro nonostante nessuno di questi stati sia una monarchia.
Lo stemma presenta l'aquila bicipite di derivazione bizantina della casata Černetić che ha dato il nome al Montenegro, in oro con lingua rossa che ha sul petto lo scudo con un leone passante d'oro su sfondo azzurro, presente storicamente come supporto dell'aquila dei Principi Cernetic; nella parte superiore di dimensioni maggiore e la parte inferiore verde, con le due parti dello scudo separate da una fascia di colore oro. L'aquila ha tra le due teste la Corona e tiene tra gli artigli uno scettro e un Globo. Lo stemma è rappresentato nell'attuale Bandiera del Montenegro.
Il precedente stemma era stato adottato nel 1992 e riprendeva quello che era stato in uso fino al 1918, ed aveva sostituito quello della Repubblica Socialista di Montenegro che era rimasto in uso fino allo scioglimento della Repubblica Socialista Federale di Jugoslavia. Lo stemma a differenza con quello attuale aveva l'aquila colore argento con il becco d'oro e lo scudo rosso.

## Stemmi precedenti

Stemma del Principato del Montenegro
Stemma del Regno del Montenegro
Stemma della Repubblica del Montenegro (1993-2004)

### Stemma della Repubblica Socialista di Montenegro
Lo stemma dalla Repubblica Popolare del Montenegro, dal 1963 Repubblica Socialista di Montenegro presentava una roccia che si levava dal mare ed aveva alla sua sommità il mausoleo di Pietro II Petrovic-Nejgoš, circondato da una ghirlanda d'oro e alla sommità la stella rossa con contorno d'oro. Il mausoleo sul Monte Lovćen è uno dei simboli della sovranità del Montenegro. Lo stemma entrò in vigore il 31 dicembre 1946 e si suppone sia stato realizzato da Đorđe Andrejević Kun, che si ritiene sia stato anche l'autore degli stemmi jugoslavi dell'epoca. Nel corso degli anni lo stemma ha avuto delle variazioni, l'ultima delle quali nel 1974.

#### Emblemi della Repubblica Popolare del Montenegro e della Repubblica Socialista di Montenegro

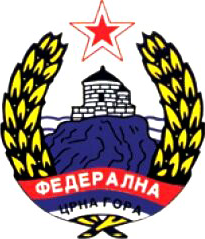
Emblema del Montenegro Federale (1946-1947)
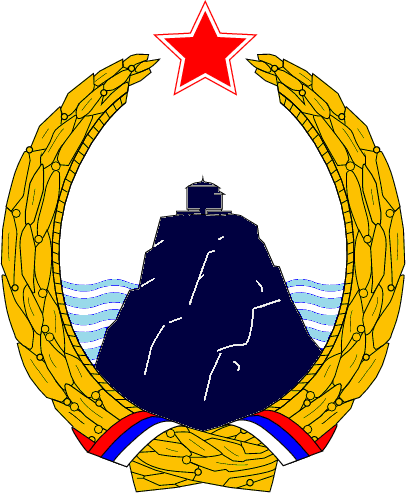
Emblema della Repubblica Popolare del Montenegro (1947-1963)
Emblema della Repubblica Socialista di Montenegro (1963-1974)
Emblema della Repubblica Socialista di Montenegro (1974-1993)